# 2010 w nauce

## Nauki przyrodnicze i ścisłe

### Astronomia
- 30 maja – 25 czerwca – Watykańskie Obserwatorium Astronomiczne organizuje Szkołę Letnią The Chemistry of the Universe[1]

### Fizyka
- W CERN planowany jest eksperyment rozpraszania Comptonowskiego (Deeply Virtual Compton Scattering)[2]
- Edward Kolb i Michael S. Turner otrzymali Dannie Heineman Prize for Astrophysics
- W Instytucie Optyki Kwantowej im. Maxa Plancka dokonano pomiaru najkrótszego przedziału czasowego wynoszącego 20 attosekundy (20x10-18s)[3].

## Nagrody Nobla
- Fizyka – Andriej Gejm, Konstantin Nowosiołow
- Chemia – Richard Heck, Eiichi Negishi, Akira Suzuki
- Medycyna – Robert Edwards